# Emona (starożytne miasto)

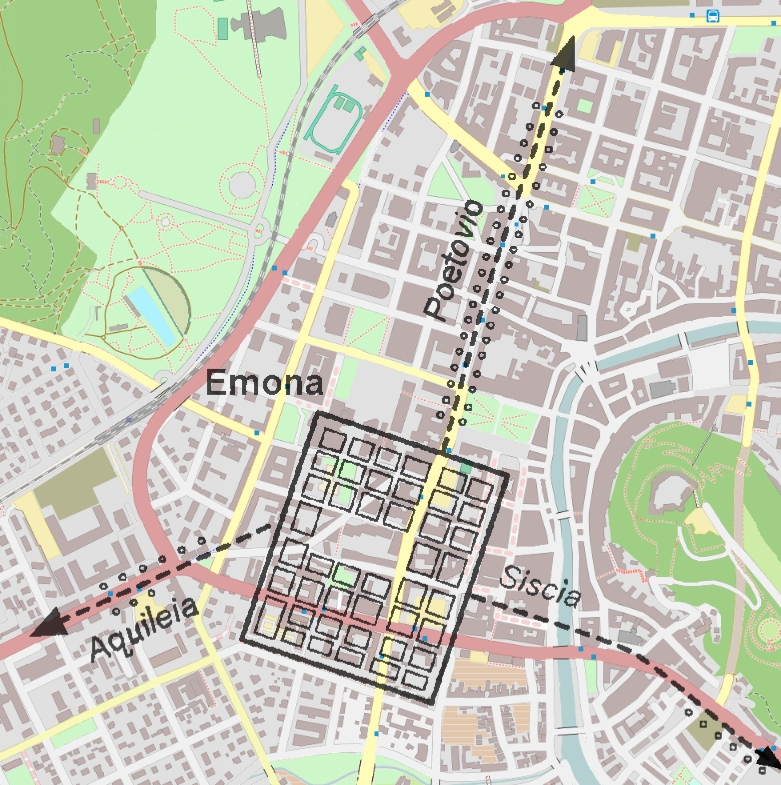
Umiejscowienie starożytnej Emony na planie urbanistycznym dzisiejszej Lublany

Emona, Aemona (łac. Aemona, gr. Ἥμωνα) – miasto na pograniczu rzymskiej Panonii i Italii, położone nad zbiegiem dwóch dopływów Sawy, na ważnym lądowym szlaku komunikacyjnym; obecna Lublana w Słowenii, stanowisko archeologiczne.

## Historia
W okresie przedrzymskim miejsce wcześnie zasiedlane jako obszar styczności Celtów, Ilirów i Wenetów. Pierwotnie iliryjska Emona – osada o nazwie przejętej następnie Rzymian, należała następnie do celtyckich Taurysków, a obszar jej doliny stanowił część ich królestwa Noricum. W ekspansji kierowanej od początków II wieku p.n.e. z Akwilei na ziemie plemion iliryjsko-celtyckich, Rzymianie opanowali ten obszar do 35 p.n.e. Wielkie dalmacko-panońskie powstanie miejscowej ludności w latach 6–9 n.e. i podjęte przeciw niemu działania wymusiły założenie przy osadzie zimowego obozu (castrum) dla żołnierzy uczestniczącego w walkach XV legionu. Po zakończeniu działań wojennych miejsce to w latach 14–15 n.e. umocniono murami o licznych wieżach obronnych, bramach i furtach, nadając Emonie charakter militarnego centrum. O jego znaczeniu stanowiło położenie na prowadzącym na wschód ważnym szlaku wojskowym, wiodącym od Akwilei do Longaticum (Logatec), Nauportus (Vrhnika), i dalej w kierunku dunajskim przez Atrans (Trojane) do Celei (Celje) i Poetovio (Ptuj), a w odgałęzieniu południowym – przez Neviodunum ku Siscii. Tym samym, pod nazwą Colonia Iulia Æmona (właśc. Colonia Iulia Emona tribu Claudia), powstała ona i rozwinęła się jako pierwszy znaczący ośrodek miejski (kolonia) w nowotworzonej prowincji Panonia. 

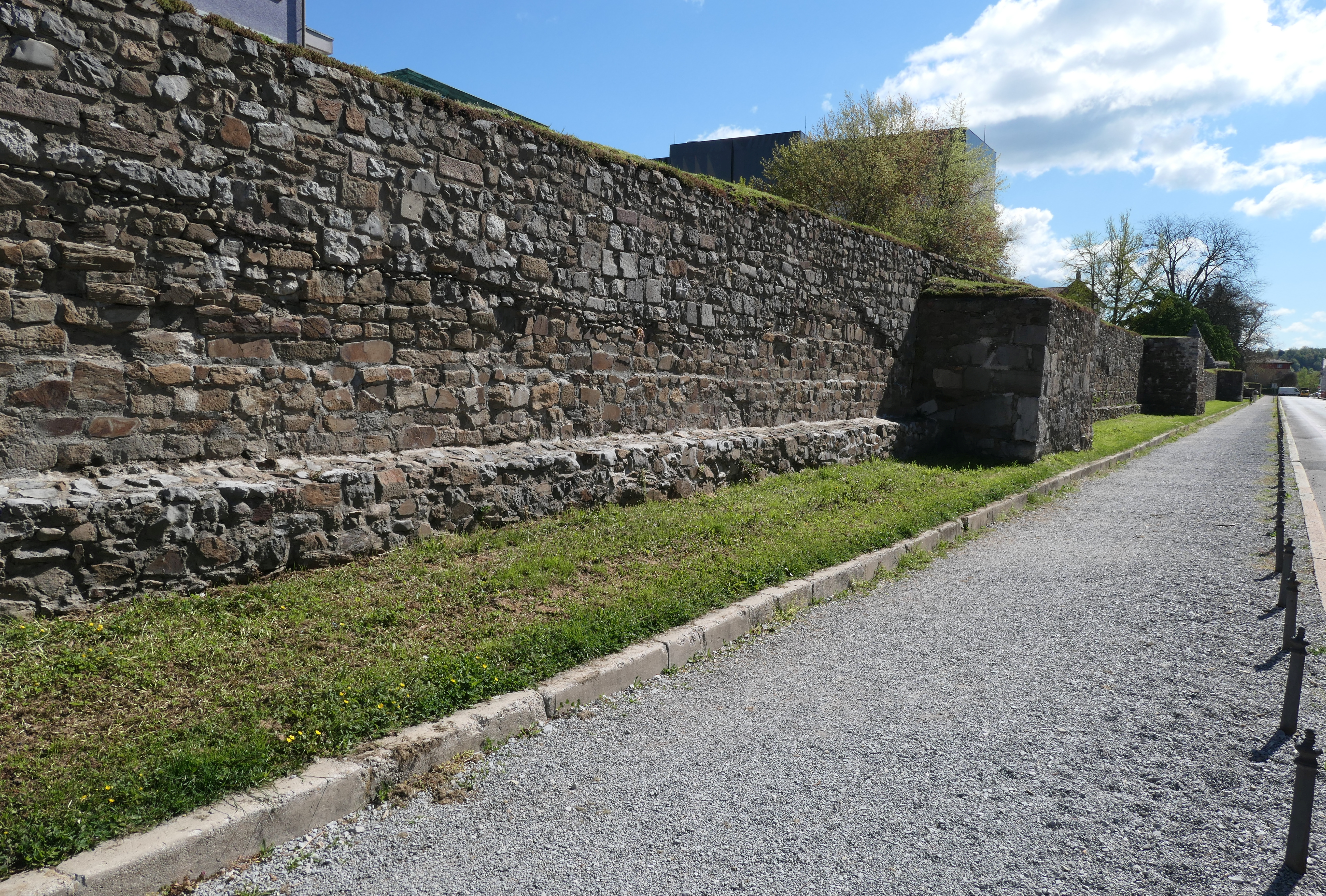
Odcinek rzymskich obwarowań Emony

Doniosłe znaczenie usytuowanego tak korzystnie pod względem komunikacyjnym centrum z jego rzecznym portem spowodowało, iż po przeniesieniu legionowego garnizonu do Carnuntum, szybko uległo ono zasiedleniu weteranami Legio XV Apollinaris oraz bezrolnymi Italikami z północnej części półwyspu. Osadnictwo objęło całą przestrzeń wewnątrz murów, regularnie podzieloną prostokątną siatką ulic, z murowaną zabudową, centralnym placem (forum) oraz budynkami publicznymi (bazylika) i handlowymi (portyki ze sklepami) wokół niego. Dla ekonomicznego wykorzystania nierozległej przestrzeni wznoszono liczne bloki mieszkalne (insule), których powstało niemal 50. Poza murami towarzyszyły miastu trzy duże nekropolie. Kult bóstw rzymskich (Neptun, Jupiter, Merkury, Herkules, Wiktoria, Wenus) współistniał z miejscowymi (Aequorna, Laburus). Poza nimi, co najmniej od początku IV wieku poświadczone jest również istnienie chrześcijaństwa, m.in. poprzez zaistnienie dużej budowli sakralnej z chrzcielnicą (baptysterium) oraz funkcjonowanie miejscowej stolicy biskupiej.

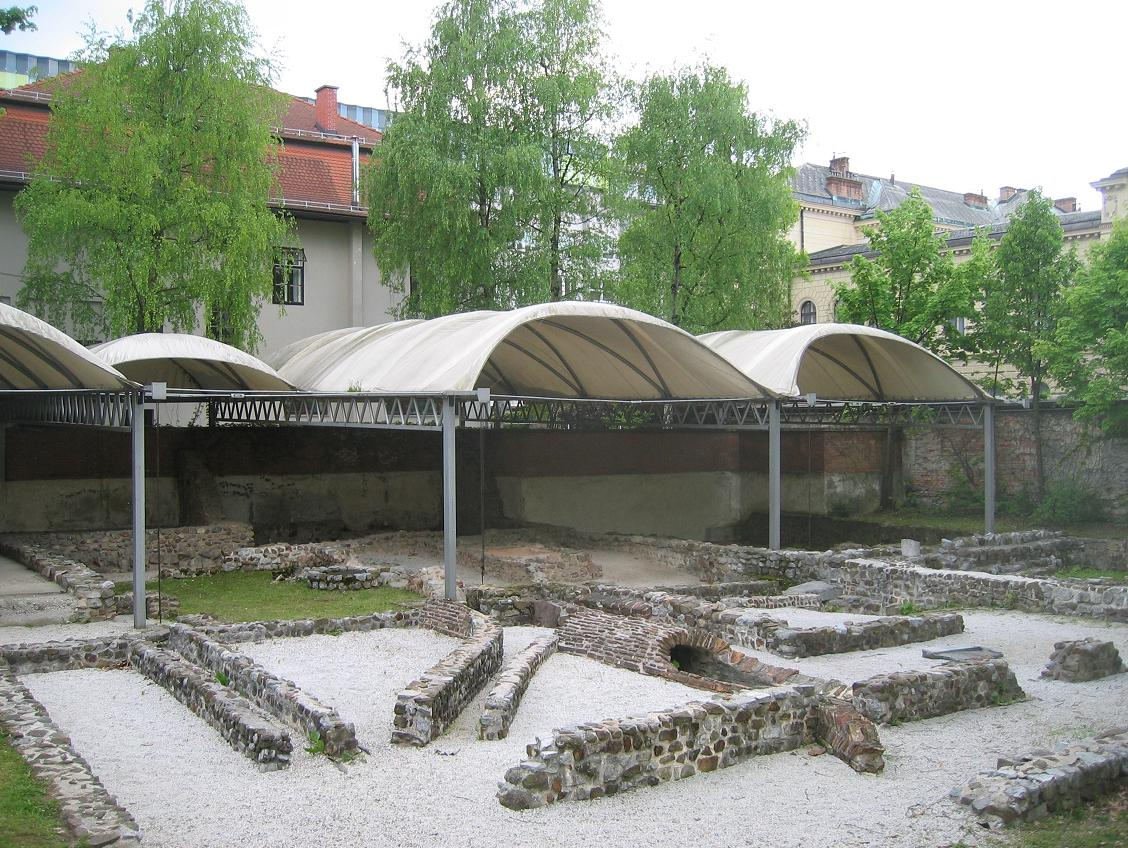
Zabezpieczone pozostałości wczesnochrześcijańskiego ośrodka kultowego

Pewnych zniszczeń miasto doznało w trakcie germańskiego najazdu Markomanów i Kwadów w roku 170 (podczas wojen markomańskich). Jednak istotnej dewastacji Emona po raz pierwszy uległa w 238 n.e. podczas przemarszu wojsk Maksymina Traka do Italii, gdy została opuszczona i spalona przez własnych mieszkańców wypełniających nakaz senatu, co odnotowuje Herodian (Historia Cesarstwa Rzymskiego VIII, 4) i co potwierdzają ślady w przebadanych warstwach osadniczych. Położone na ważnym szlaku strategicznym miasto nie było w stanie odzyskać swą świetność w czasach niespokojnych, jakie zapanowały w kolejnym i w następnych stuleciach. W 361 doświadczyło skutków przemarszu wojsk Juliana Apostaty z Galii do Panonii. W roku 388 przejściowo zajęte przez uzurpatora Magnusa Maksymusa, przyjęło zwycięskiego cesarza Teodozjusza wkrótce po jego bitwie nad Sawą. W 408 n.e. przetrwało najazd Wizygotów pod wodzą Alaryka, płacąc wysoki okup. Po masowym wtargnięciu Hunów do Panonii Emona stała się ważnym ufortyfikowanym punktem oporu wytyczającym granicę pomiędzy strefą ludów barbarzyńskich i ziemiami cesarstwa rzymskiego.   
W 452 n.e., podczas nasilonej inwazji barbarzyńców na Italię, miasto zostało jednak doszczętnie zniszczone przez Hunów pod wodzą Attyli, podobnie jak nieco później podczas przemarszu na Italię Ostrogotów i Longobardów (568 n.e.), co archeologicznie poświadczają warstwy spalenizny. Mimo to, ośrodek miejski w sposób ograniczony nadal egzystował wykorzystując naprawione mury obronne i proste pomieszczenia mieszkalne, wciąż będąc też siedzibą biskupstwa. Kres dotychczasowemu funkcjonowaniu Emony pod względem urbanistycznym położyło dopiero nadejście plemion słowiańskich, przerywające jej wielowiekową zwartą tradycję osadniczą. 
Skutkiem najazdów w VI stuleciu była również ucieczka ocalałych mieszkańców na wybrzeże Istrii, gdzie powstała nowa osada pod nazwą Emonia (późniejsze Civitas Novum lub nawet Emona) wraz z oficjalnym przeniesieniem tam stolicy diecezji (dioecesis Aemonensis). Od drugiej połowy VI w. do ok. 600 r. poświadczone jest istnienie tamtejszych biskupów, wśród których w 579 r. wymieniony jest np. Patricius episcopus sanctae ecclesiae Emonensis.

### Status administracyjny
Przez dłuższy czas sporna była przynależność miasta w administracyjnej strukturze cesarstwa rzymskiego. Ostatecznie ustalono jednak, że początkowo przynależnione do Panonii, już za panowania Augusta, w składzie jednej z ówczesnych prowincji, zaliczone zostało do północnej Italii jako Regio X Venetia et Histria. W IV stuleciu Emona, położona na strategicznym pograniczu Italii i Panonii, po administracyjnej reformie Dioklecjana została ze swą prowincją zaliczona do diecezji Italskiej (dioecesis Italiae).  

### W tradycji i historiografii

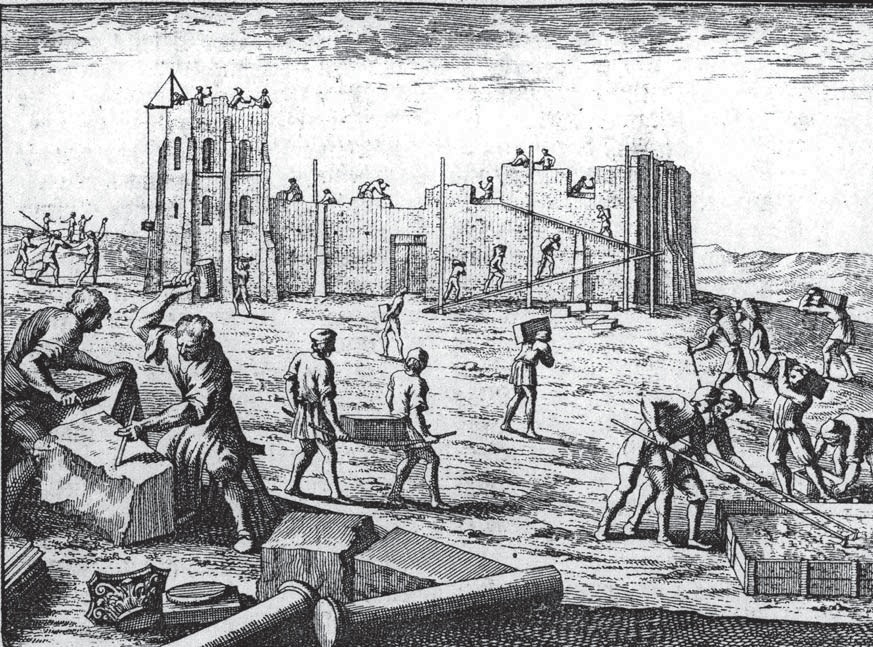
Argonauci wznoszący mury Emony (XVII-wieczna rycina)

W mitologii Greków założenie Emony łączone jest z mitem o Argonautach i z wersją ich powrotu z Kolchidy, mówiącą o dotarciu do Adriatyku przez Ister mitycznego Jazona. Podana przez mitografa Apolloniosa z Rodos, (Argonautyki, Pieśń IV), przekazana została następnie przez Diodora Sycylijskiego i Zosimosa (Nowa historia V 29, 2-3), za którymi przytoczył ją wczesnochrześcijański historyk Sozomenos w swej Historii Kościoła. Powielaną jako historyczną przez miejscowych XVI-XVII-wiecznych uczonych (jak np. Janez Ludvik Schönleben), utrwalono ją w narodowo-patriotycznej narracji samego miasta i całej Słowenii. Ponadto nazwę miasta wymienia Pliniusz (Historia naturalna III, 147), Ptolemeusz (Geografia II 14, 5), a spośród autorów późniejszych Ammianus Marcellinus (Dzieje rzymskie V 1,5; 15) i Zosimos (Nowa historia V 29,4), a także Itinerarium Antonina oraz lokalne inskrypcje.      

## Stanowisko archeologiczne

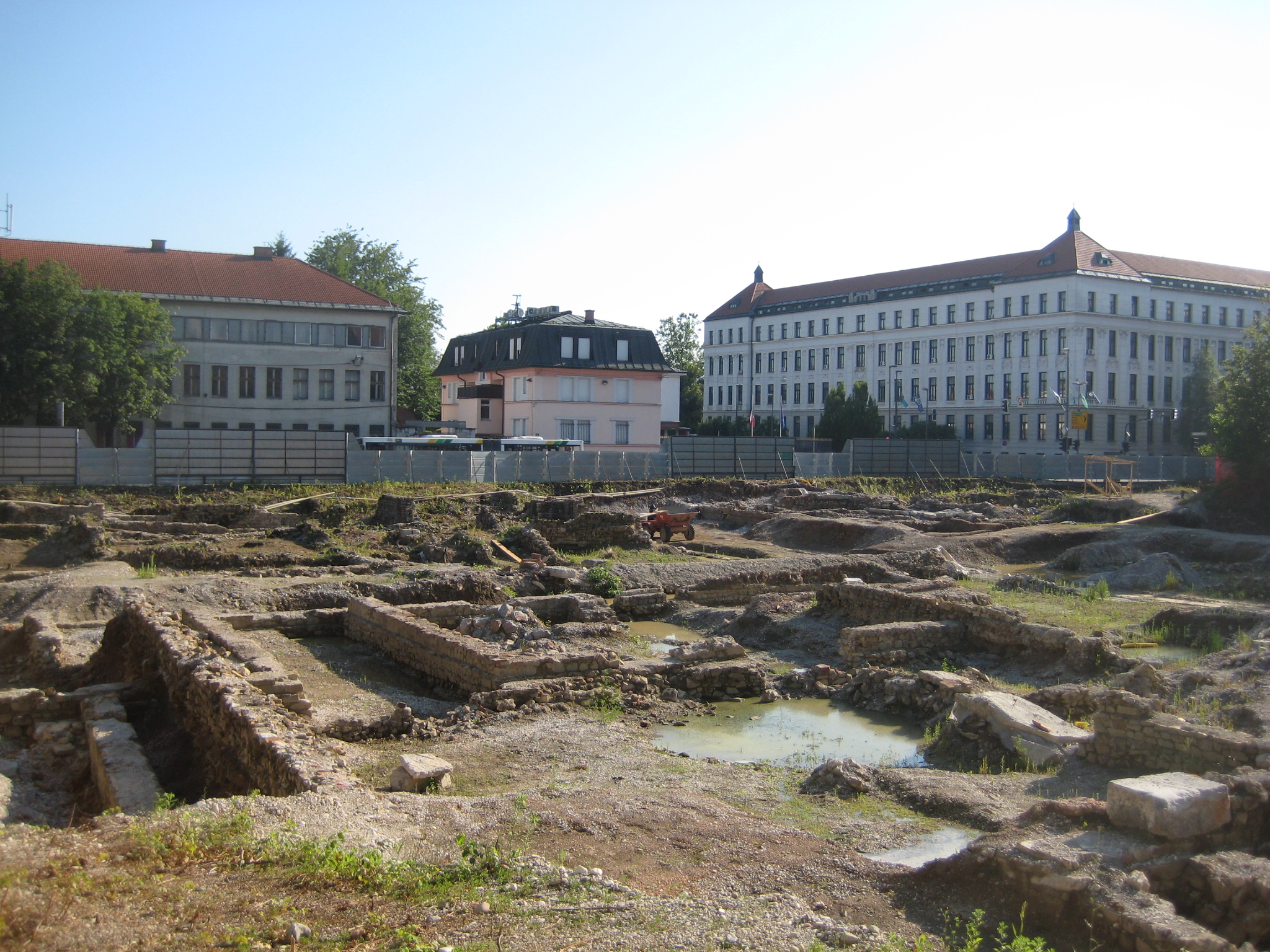
Wykopaliska odsłaniające pozostałości łaźni rzymskiej (2008)

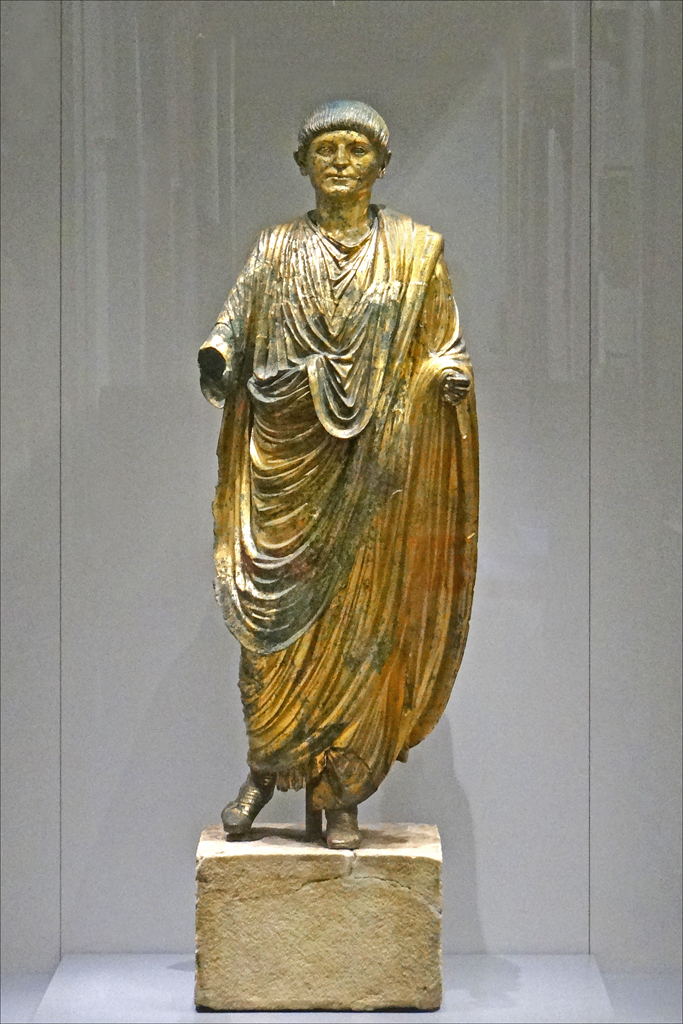
Posąg młodzieńca w todze (wys. 1,45 m), nazywany Emonec (Obywatel Emony)

Wstępne badań północnej nekropoli miasta podjął w 1898 Alfons Müller, jednakże systematyczne prace wykopaliskowe, których inicjatorem i długoletnim kontynuatorem był kustosz miejscowego muzeum – Walter Schmid, zapoczątkowano dopiero w latach 1909-1913 i 1916. Wczesne prace archeologiczne odsłoniły teren zaczątków osady położony na skrzyżowaniu dwóch późniejszych głównych dróg (ulic) rzymskich (cardo maximus i decumanus maximus); w ich pobliżu przebiegały odpływowe kanały połączone z żeglowną wówczas Lublanicą. Forum, wprawdzie rozplanowane zgodnie z tradycyjnymi regułami, przystosowano do praktycznie istniejącego terenowego planu miasta. Wiele obiektów mieszkalnych wyposażonych było w systemy ogrzewania (hypocaustum). Obiekty pozyskane z trzech dużych cmentarzysk wokół Emony stanowią bogate źródło wiedzy o poziomie życia i rozległych kontaktach handlowych jej mieszkańców. Reprezentują je przed wszystkim bardzo liczne wyroby ceramiki typu terra sigillata z warsztatów północnej Italii oraz wiele wyrobów szklanych z obszarów nadreńskich. Dopełniają tego znaleziska obiektów kultowych, włącznie z posągami bóstw i brązowymi statuetkami oraz ołtarzami ofiarnymi. Materialne znaleziska poświadczają również istnienie w mieście rzemiosł takich jak piekarstwo, szewstwo, garncarstwo, kamieniarstwo, rzeźbiarstwo i murarstwo, dostarczają też dowodów na istnienie lekarzy, znachorów i gladiatorów. Poza drobnymi obiektami rzemiosła artystycznego do okazalszych znalezisk należy pozłacany brązowy posąg przedstawiający młodzieńca w todze, odkryty w 1836 i datowany na II wiek n.e. (panowanie Trajana) oraz marmurowa głowa portretowa z III w. n.e.  
Obiekty odkryte podczas wykopalisk zostały zdeponowane przede wszystkim w Muzeum Miasta Lublany (Mestni muzej Ljubljana) i w Muzeum Narodowym Słowenii (Narodni muzej Slovenije). Trzy poddane uwspółcześnieniu parki archeologiczne: tzw. Dom Emona, Centrum Wczesnochrześcijańskie oraz Mur Rzymski, włączono w dwukilometrowy szlak turystyczny, obejmujący dziesięć najbardziej znanych, starożytnych zabytków Lublany. Poszczególne miejsca (punkty) tej trasy wyposażone zostały w tablice informacyjne, a zalecanym punktem wyjścia jest muzeum miejskie.           